# Mythimna straminea
Mythimna straminea là một loài bướm đêm thuộc họ Noctuidae. Nó được tìm thấy ở phần phía tây của the Palearctic ecozone, bao gồm Maroc, Europe, Thổ Nhĩ Kỳ, the Kavkaz, Israel và Liban
Sải cánh dài 32–40 mm. Con trưởng thành bay từ tháng 6 đến tháng 8 tùy theo địa điểm.
Ấu trùng ăn Phragmites và Phalaris.

## Hình ảnh

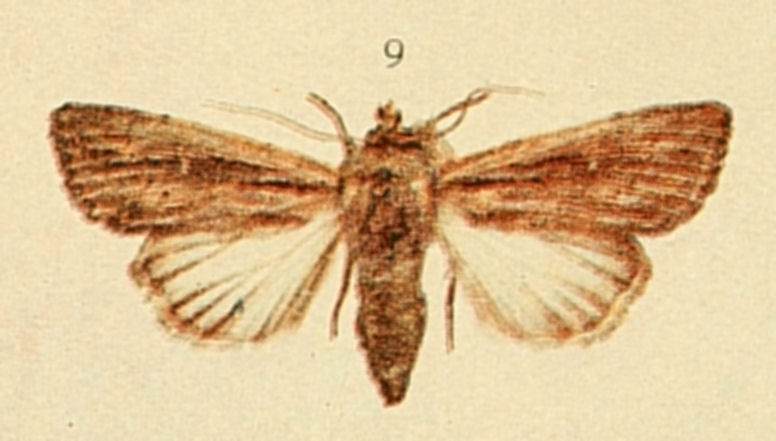
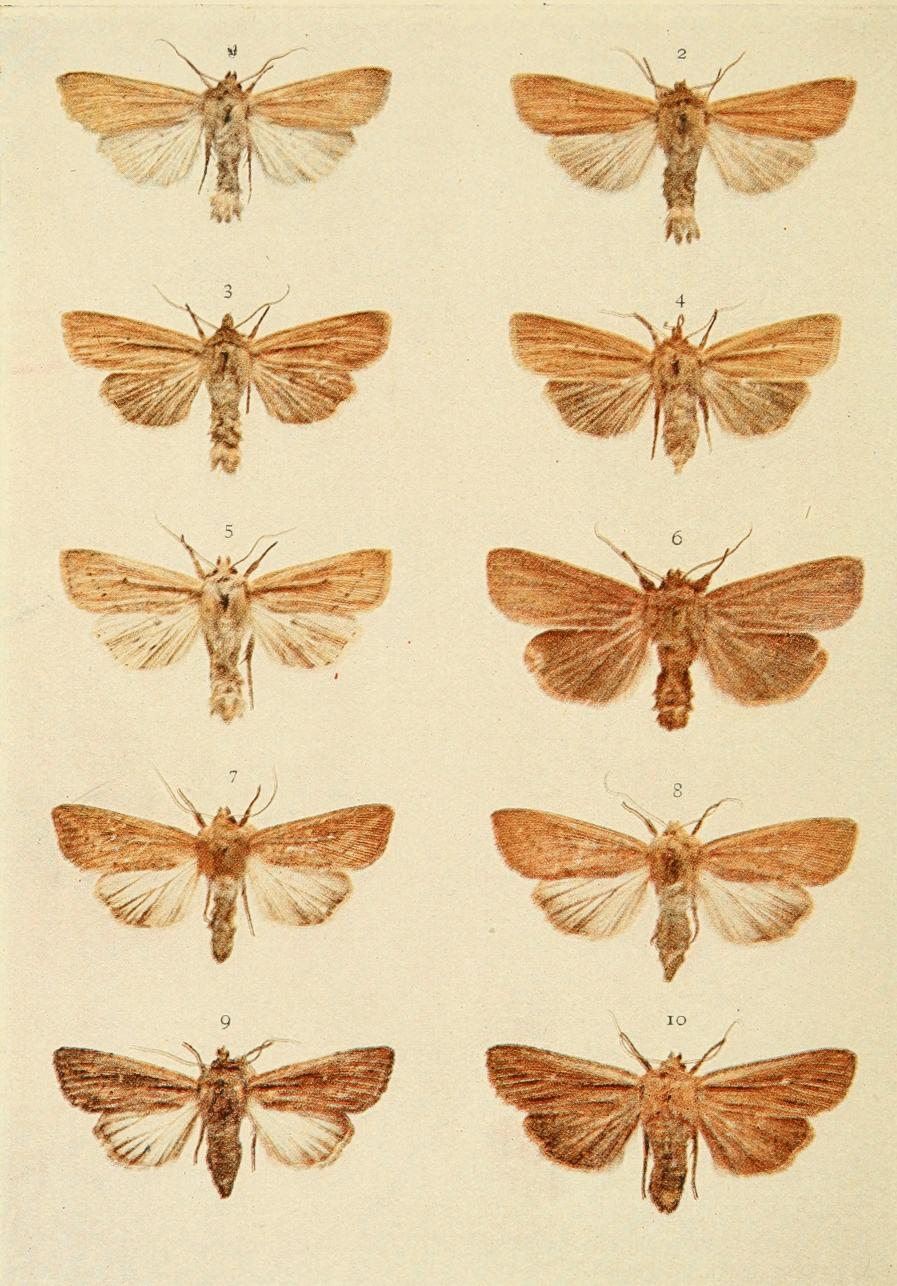